# Boston Ballet

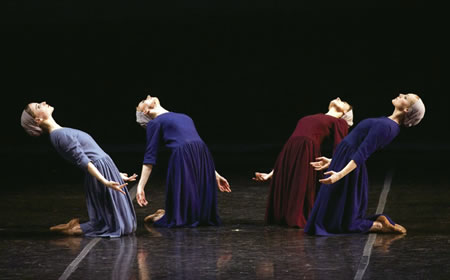
Les danseurs du Boston Ballet interprètent Dark Elegies (1937) d'Antony Tudor sous la direction de Donald Mahler, expert en Tudor, en 2008.

Le Ballet de Boston (Boston Ballet) est une compagnie professionnelle américaine de ballet classique basée à Boston, au Massachusetts. 

## Histoire
La compagnie, fondée en 1963 par E. Virginia Williams et Sydney Leonard, est la première compagnie professionnelle de ballet à répertoire en Nouvelle-Angleterre. La réputation nationale et internationale du Boston Ballet s'est développée sous la direction des directeurs artistiques Violette Verdy (1980-1984), Bruce Marks (1985-1997) et Anna-Marie Holmes (1997-2000). Aujourd'hui, le Boston Ballet est l'une des principales compagnies de ballet en Amérique du Nord et l'une des plus grandes compagnies au monde. Le directeur artistique actuel, Mikko Nissinen, a été choisi pour diriger le Boston Ballet en septembre 2001. Sous sa direction artistique, le Boston Ballet conserve un répertoire d'œuvres classiques, néo-classiques et contemporaines de renommée internationale, allant des ballets traditionnels aux chefs-d'œuvre de George Balanchine, aux nouvelles œuvres et aux créations mondiales de chorégraphes contemporains. Nissinen dirige la compagnie et la Boston Ballet School, la plus grande école de ballet en Amérique du Nord, avec la directrice générale Meredith (Max) Hodges,. 

### Principaux danseurs
- Paulo Arrais
- Kathleen Breen Combes
- Anaïs Chalendard
- Lia Cirio[8]
- Paul Craig
- Ashley Ellis
- Seo Hye Han
- Viktorina Kapitonova
- Lasha Khozashvili
- Misa Kuranaga
- John Lam[9]
- Eris Nezha
- Patrick Yocum
- Junxiong Zhao

### Solistes
- Isaac Akiba
- Maria Baranova
- Rachele Buriassi
- Ji Young Chae
- Roddy Doble
- Derek Dunn
- Dalay Parrondo